# Timmy Hansen
Ne pas confondre avec Kevin Hansen, son frère cadet.
Timmy Hansen, né le 21 mai 1992 à Lidköping, est un pilote de rallycross suédois. Il court en championnat du monde de rallycross au sein du Team Peugeot-Hansen. Son père Kenneth Hansen est quatorze fois champion d'Europe, et son frère Kevin Hansen est également pilote de rallycross.

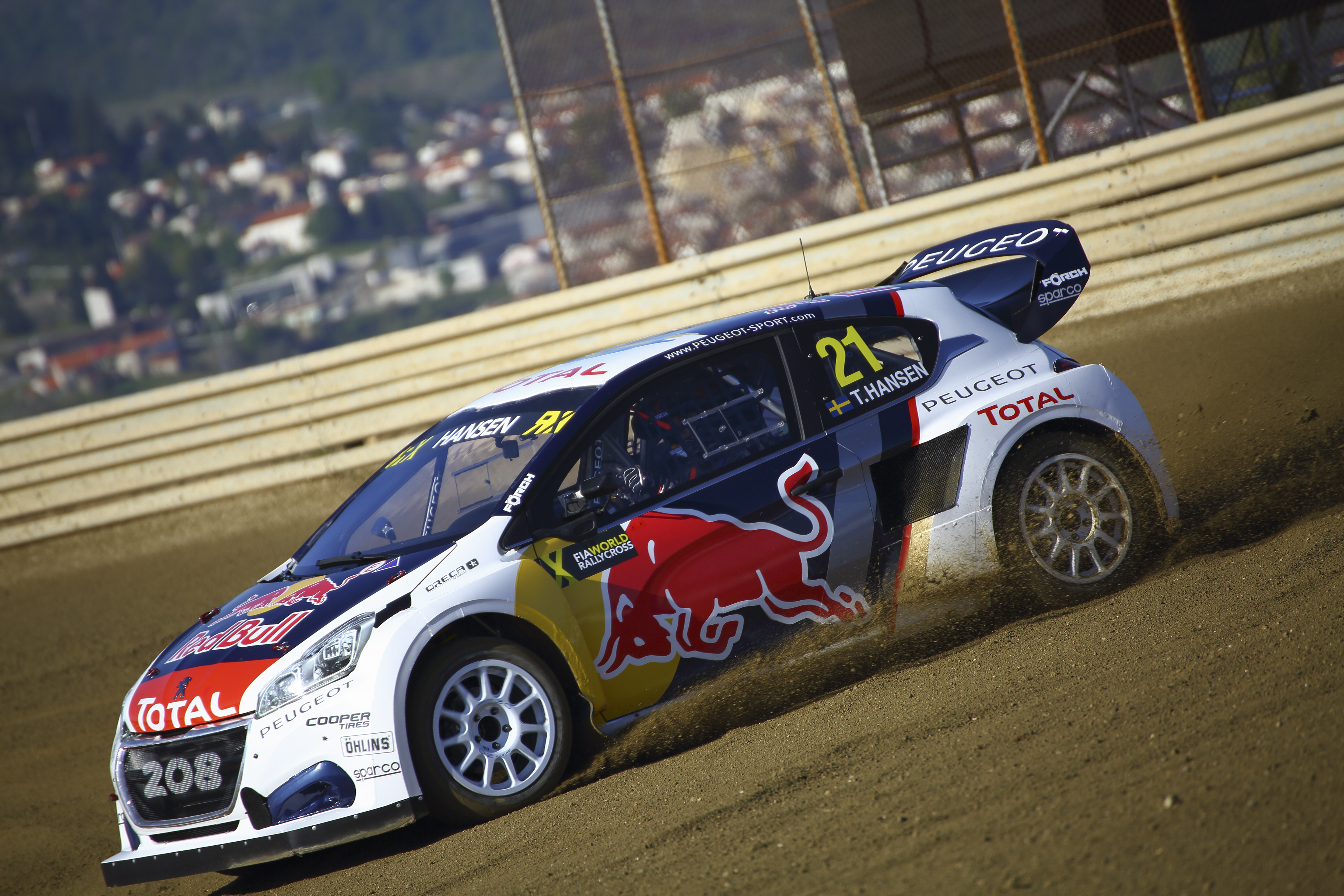
Timmy Hansen au volant de la Peugeot 208 WRX en 2017.

## Début de carrière
Hansen a gagné le championnat de karting suédois en 2008, et a gagné des courses en Formula BMW, Formula Renault 2.0 Alps et en Eurocup Formula Renault 2.0. En Avril 2011 il participe à sa première épreuve en rallycross au volant de la Citroën Xsara Supercar de Marc Laboulle, utilisé en 2010 par Davy Jeanney pour devenir champion de France. Il participe au championnat d'Europe complet en 2013, et finit à la troisième place générale après neuf épreuves.

## World RX
Pour la saison inaugurale du championnat du monde de rallycross, et l'implication officielle de Peugeot Sport au sein du team Hansen, Timmy Hansen fait équipe avec le championnat d'Europe de rallycross en titre Timur Timerzyanov.
Hansen remporte une victoire et termine trois fois sur le podium. Il termine Championnat du monde de rallycross 2014 à la quatrième place tandis que son coéquipier termine à la septième place avant d’être remercié à la fin de saison.
Pour la saison 2015 du WorldRX il fait équipe avec le français Davy Jeanney sur une nouvelle Peugeot 208 WRX. Hansen remporte trois victoires dans le championnat et termine l'année à la deuxième place derrière Petter Solberg.
En 2016 Hansen fait équipe avec le nonuple champion WRC Sébastien Loeb, Davy Jeanney étant engagé dans l’équipe « B » aux côtés de son frère Kevin Hansen. Il poursuit en 2017 avec la même équipe, et termine à la cinquième place du championnat.
Depuis le départ de Peugeot Sport du championnat (2019), Timmy Hansen court en équipe avec son frère Kevin sous le drapeau de la Team Hansen MJP. Il succède à Johan Kristoffersson en tant que coureur le plus rapide sur le Circuit de Lohéac.

## Résultats

### Championnat d'Europe de rallycross

#### Supercar
| Year | Entrant                   | Car         | 1     | 2      | 3     | 4     | 5     | 6     | 7     | 8      | 9      | 10  | ERX  | Points |
| ---- | ------------------------- | ----------- | ----- | ------ | ----- | ----- | ----- | ----- | ----- | ------ | ------ | --- | ---- | ------ |
| 2012 | Citroën Hansen Motorsport | Citroën DS3 | GBR   | FRA    | AUT   | HON   | NOR   | SUE   | BEL   | PB     | FIN 5  | ALL | 24th | 12     |
| 2013 | Citroën Hansen Motorsport | Citroën DS3 | GBR 3 | POR 11 | HON 1 | FIN 3 | NOR 9 | SUE 3 | FRA 8 | AUT 10 | ALL 13 |     | 3rd  | 145    |

### Championnat du monde de rallycross

#### Supercar
| Year | Entrant             | Car             | 1      | 2      | 3     | 4     | 5      | 6     | 7      | 8      | 9     | 10    | 11    | 12     | 13    | WRX  | Points |
| ---- | ------------------- | --------------- | ------ | ------ | ----- | ----- | ------ | ----- | ------ | ------ | ----- | ----- | ----- | ------ | ----- | ---- | ------ |
| 2014 | Team Peugeot-Hansen | Peugeot 208 WRX | POR 8  | GBR 11 | NOR 6 | FIN 9 | SUE 11 | BEL 2 | CAN 7  | FRA 3  | ALL 6 | ITA 1 | TUR 2 | ARG 4  |       | 4th  | 199    |
| 2015 | Team Peugeot-Hansen | Peugeot 208 WRX | POR 3  | HOC 3  | BEL 8 | GBR 8 | ALL 3  | SUE 2 | CAN 7  | NOR 1  | FRA 1 | BAR 3 | TUR 1 | ITA 7  | ARG 6 | 2nd  | 275    |
| 2016 | Team Peugeot-Hansen | Peugeot 208 WRX | POR 9  | HOC 18 | BEL 7 | GBR 3 | NOR 2  | SUE 3 | CAN 1  | FRA 11 | BAR 2 | LET 3 | ALL 8 | ARG 13 |       | 6th  | 178    |
| 2017 | Team Peugeot-Hansen | Peugeot 208 WRX | BAR 5  | POR 4  | HOC 3 | BEL 2 | GBR 6  | NOR 5 | SUE 4  | CAN 6  | FRA 6 | LET 9 | ALL 2 | AFS 2  |       | 5th  | 201    |
| 2018 | Team Peugeot-Hansen | Peugeot 208 WRX | ESP 7  | POR 6  | BEL 3 | GBR 8 | NOR 5  | SUE 4 | CAN 2  | FRA 5  | LET 5 | USA 6 | ALL 7 | AFS 6  |       | 6th  | 192    |
| 2019 | Team Hansen MJP     | Peugeot 208 WRX | EAU 11 | ESP 1  | BEL 4 | GBR 1 | NOR 6  | SUE 6 | CAN 13 | FRA 1  | LET 1 | AFS   |       |        |       | 1st* | 187*   |

### Nitro World Games
| Année | Equipe              | Voiture         | Nitro Rallycross |
| ----- | ------------------- | --------------- | ---------------- |
| 2018  | Team Peugeot-Hansen | Peugeot 208 WRX | 1re place        |
| 2019  | Team Hansen MJP     | Peugeot 208 WRX | 3e place         |